# Micélio

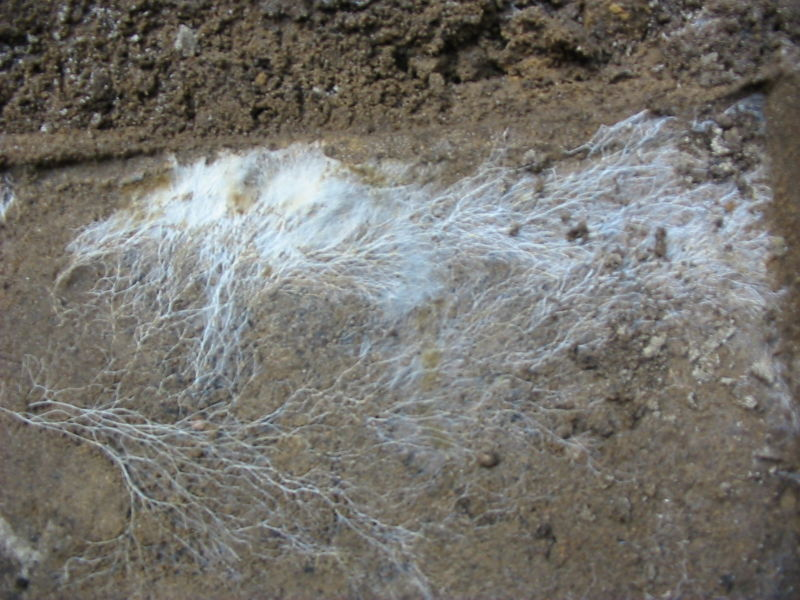
Micélio fungífero

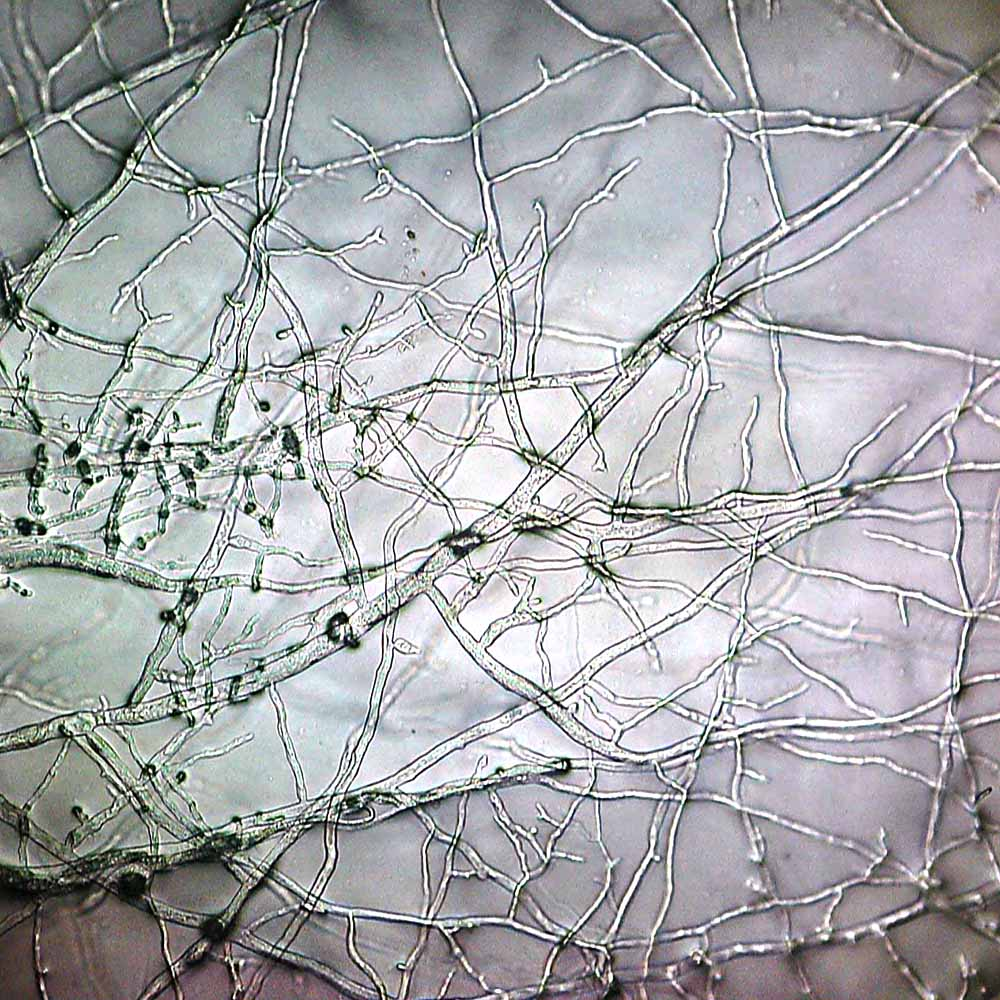
Visão microscópica de um micélio.

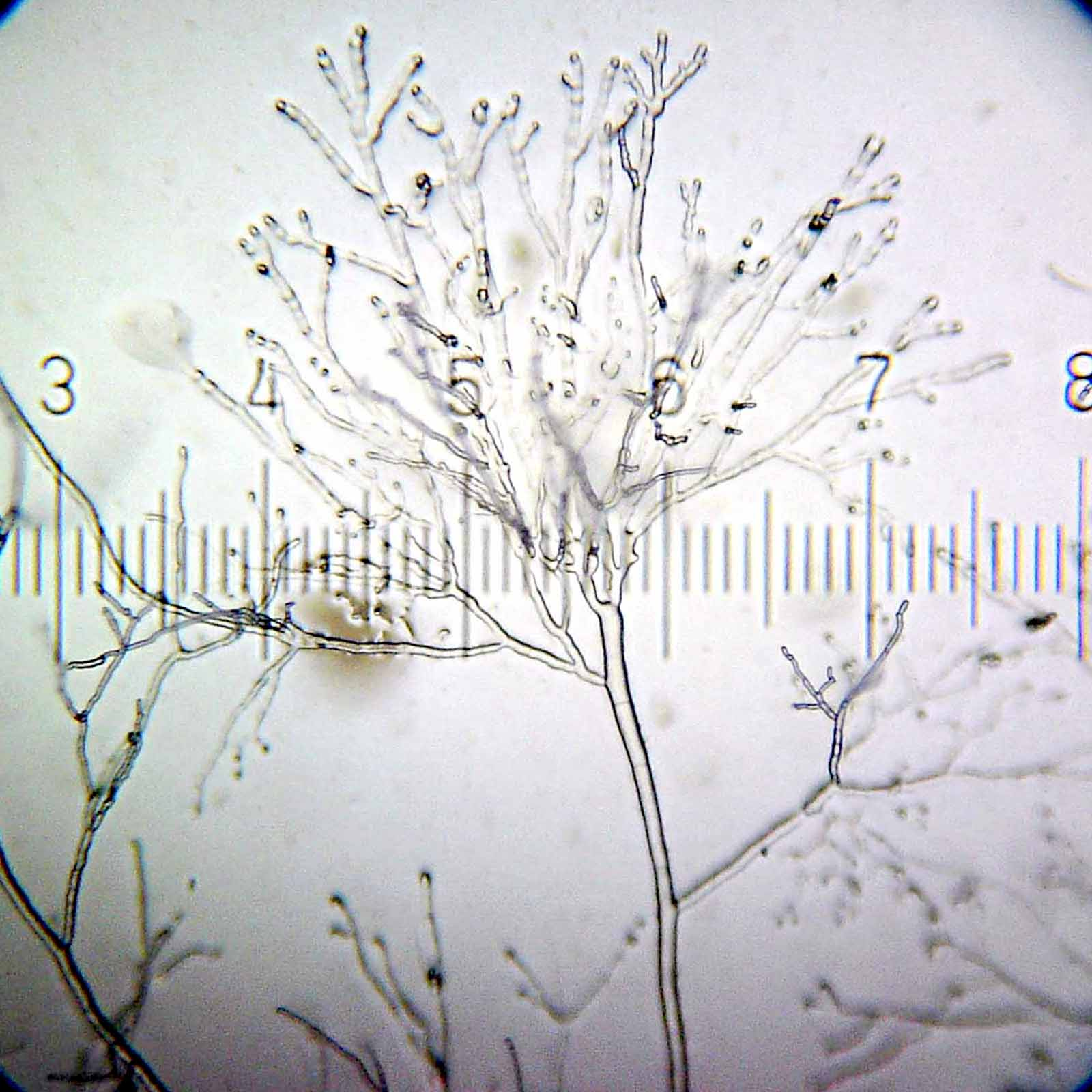
Outra visão microscópica de um micélio.

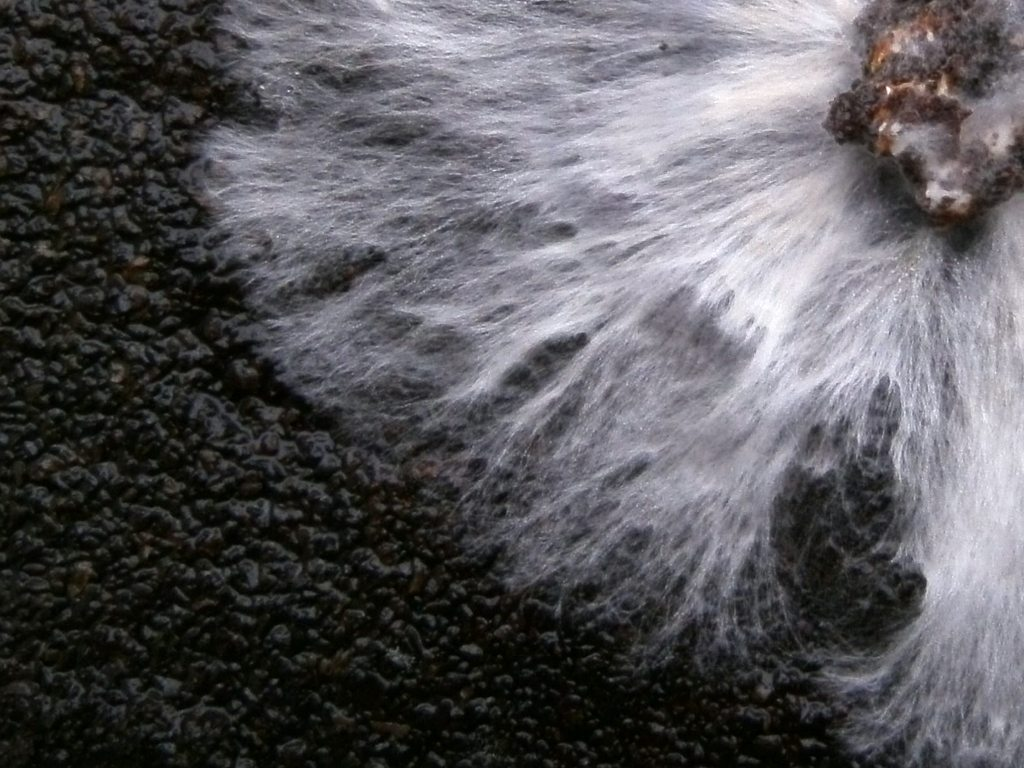
Oyster mushroom (Pleurotus ostreatus) crescendo em plantações de café

Micélio é a parte vegetativa de um fungo ou colônia bacteriana, que consiste de uma massa de ramificação formada por um conjunto de hifas emaranhadas. É também responsável por carregar nutrientes até onde o fungo necessita e faz processos de simbiose com algumas espécies. O micélio é extremamente exigente em relação à temperatura e à umidade para dar processo ao restante do ciclo biológico dos fungos.
O micélio vegetativo é a parte correspondente à sustentação e absorção de nutrientes, desenvolvendo-se no interior do substrato. Em ambiente úmido e rico em matéria orgânica, as hifas desse micélio podem crescer rapidamente. Esse crescimento ocorre nas extremidades das hifas, que vão penetrando cada vez mais no substrato, explorando-o na obtenção de alimento.
O micélio que se projeta na superfície e cresce acima do meio de cultivo é o micélio aéreo. Quando o micélio aéreo se diferencia para sustentar os corpos de frutificação ou propágulos, constitui o micélio reprodutivo. É o famoso mofo-do-armário.

## Usos

### Agricultura
Um dos papéis principais dos fungos em um ecossistema é decompor compostos orgânicos. Produtos derivados de petróleo e alguns pesticidas (contaminantes típicos do solo) são moléculas orgânicas e podem servir como fonte de carbono para fungos. Assim, os fungos têm o potencial de erradicar esses poluentes do ambiente, a menos que os químicos sejam tóxicos para os fungos. Esse processo de degradação biológica é conhecido como micorremediação.
Tapetes miceliais têm sido sugeridos como potenciais filtros biológicos, removendo químicos e microrganismos do solo e da água. O uso do micélio fúngico para alcançar isso é chamado de micofiltração.
Os fungos também desempenham um papel essencial na conversão de biomassa em composto, decompondo componentes como a lignina, que muitos outros microrganismos de compostagem não conseguem processar. O composto é um importante aditivo para o solo e fertilizante na agricultura orgânica e jardinagem. A compostagem pode desviar uma fração substancial de resíduos sólidos municipais de aterros sanitários.

### Comercial
Alternativas ao poliestireno e embalagens plásticas podem ser produzidas cultivando micélio em resíduos agrícolas. O micélio também tem sido utilizado como material em móveis e couro artificial. Este último oferece uma alternativa mais sustentável ao couro animal, que contribui significativamente para o desmatamento e emissões de gases de efeito estufa.

### Materiais de construção
O micélio é um candidato promissor para construção sustentável devido à sua estrutura biodegradável, leve e à capacidade de ser cultivado a partir de resíduos. Ele também possui boas propriedades de isolamento térmico e acústico. No entanto, limitações como baixa resistência à compressão dificultam seu uso em larga escala.

### Penicilina
A penicilina, um dos primeiros antibióticos descobertos, foi identificada em 1928 por Alexander Fleming, um bacteriologista escocês. Durante suas pesquisas no Hospital St. Mary, em Londres, Fleming notou que uma colônia de mofo (Penicillium notatum) havia contaminado uma de suas placas de cultura de Staphylococcus aureus, inibindo o crescimento das bactérias ao seu redor.

### Papel ecológico e inteligência micelial
O micélio conecta plantas e outros organismos, formando o que é conhecido como "Wood Wide Web" ou Rede Micorrízica Comum. Essa conexão permite a troca de nutrientes, água e até sinais químicos entre plantas, contribuindo para a resiliência do ecossistema.

## O maior organismo do mundo
O Armillaria ostoyae, conhecido como "cogumelo-do-mel", cobre aproximadamente 9 km² na Floresta Nacional de Malheur, no Oregon, EUA. Estudos indicam que este organismo tem cerca de 8.500 anos.
| “ | Este é o maior organismo no mundo? Este micélio, que mede 2 400 acre (971 ha), localizado no leste de Oregon, teve um crescimento contíguo de micélio com tamanho estimado em 1 665 campos de futebol e 2200 anos de idade. Este fungo matou a floresta acima dele várias vezes, e com isso construiu camadas mais profundas que permitem o crescimento de cada vez maiores estandes de árvores. Fungos florestais formadoras de cogumelos são os únicos cujas esteiras de micélio podem atingir tais proporções gigantescas | ” |
|   | — Paul Stamets, Mycelium Running. |   |